# Ängholms fjärden
Ängholmsfjärden är en fjärd i Åland (Finland). Den ligger i den sydöstra delen av landskapet, 27 km sydost om huvudstaden Mariehamn.